# Гейлс, Джейсон
Джейсон Гейлс (англ. Jason B. Gailes; род. 28 марта 1970, Dighton, Массачусетс) — американский гребец, выступавший за сборную США по академической гребле в 1990-х годах. Серебряный призёр летних Олимпийских игр в Атланте, победитель и призёр многих регат национального значения.

## Биография
Джейсон Гейлс родился 28 марта 1970 года в городе Дайтон, штат Массачусетс.
Дебютировал в гребле на взрослом международном уровне в сезоне 1993 года, когда вошёл в основной состав американской национальной сборной и выступил на мировом первенстве в Рачице — в зачёте парных четвёрок сумел квалифицироваться лишь в утешительный финал C и расположился в итоговом протоколе соревнований на 13 строке.
На домашнем чемпионате мира 1994 года в Индианаполисе в парных двойках так же отобрался в финал C и занял итоговое 13 место.
В 1995 году в парных четвёрках стартовал на мировом первенстве в Тампере, прошёл в главный финал и финишировал в решающем заезде шестым.
Благодаря череде удачных выступлений удостоился права защищать честь страны на домашних летних Олимпийских играх 1996 года в Атланте. В составе парного экипажа-четвёрки, куда также вошли гребцы Эрик Мюллер, Тим Янг и Брайан Джемисон, показал в решающем заезде второй результат, уступив только команде Германии, и тем самым завоевал серебряную олимпийскую медаль.
После атлантской Олимпиады Гейлс больше не показывал сколько-нибудь значимых результатов в академической гребле на международной арене.